# NGC 507
NGC 507 (còn được gọi là Arp 229, CGCG 502-67, MCG 5-4-44, PGC 5098, UGC 938 và VV 207), là một thiên hà dạng thấu kính trong chòm sao Song Ngư. Nó được John Dreyer mô tả là trong Danh mục chung mới là "rất mờ", "khá lớn", "tròn", "sáng hơn ở giữa" và "phía nam NGC 508".  Hai thiên hà (NGC 507 và NGC 508) là một phần của Bản đồ các Thiên hà kỳ lạ, trong đó NGC 507 được mô tả là "Các vành tròn hoặc gần tròn có độ chênh lệch mật độ nhỏ." 
Thiên hà này được phát hiện vào ngày 12 tháng 9 năm 1784 bởi nhà thiên văn học William Herschel.

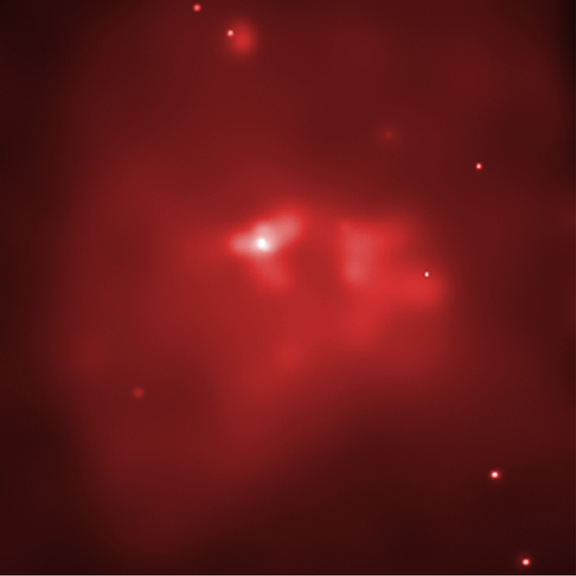
Hình ảnh này cho thấy một đám mây khí nóng khổng lồ (tia X / đỏ), bao quanh các bong bóng năng lượng cao (radio / xanh lam) ở hai bên của vùng sáng trắng xung quanh lỗ đen siêu lớn ở trung tâm của thiên hà.